# Cicindela cuprascens
Cicindela cuprascens är en skalbaggsart som beskrevs av Leconte 1852. Cicindela cuprascens ingår i släktet Cicindela och familjen jordlöpare. Inga underarter finns listade i Catalogue of Life.